# Museo di Santa Maria degli Angeli
Il Museo di Santa Maria degli Angeli si trova in alcuni locali dell'ex-convento di Santa Maria degli Angeli ad Assisi.

## Storia e descrizione
Fondato negli anni venti del Novecento, è stato riallestito nel 1999. Le sale seguono un percorso cronologico, con opere d'arte sacra legate al santuario della Porziuncola e al Francescanesimo in generale. Sono esposti inoltre documenti di archivio, plastici e ricostruzioni grafiche.
La prima sala mostra un grande plastico dell'area e alcuni reperti archeologici. Segue una sala dedicata al Duecento, momento di fioritura del Francescanesimo, con importanti opere di Giunta Pisano (Crocifisso ligneo), Cimabue (San Francesco) e del Maestro di San Francesco (l'opera eponima San Francesco tra due angeli) e una Madonna del Latte, scultura in pietra policroma della fine del XIV secolo.
La terza sala mostra alcuni arredi e delle ceramiche robbiane, tra cui un dossale di Andrea della Robbia (1475), la quarta opera di arte rinascimentale (lavori di Sano di Pietro, l'Alunno, ecc.). L'ultima sala mostra opere nate dopo la costruzione della grande basilica alessiana. Da una rampa di scale si accede al "Conventino", ovvero ciò che resta delle celle primitive dei frati; restaurate di recente, sono attualmente utilizzate per ospitare mostre temporanee di arte sacra contemporanea.